# 富山西郵便局
富山西郵便局（とやまにしゆうびんきょく）は富山県富山市にある郵便局。

## 概要
住所：〒930-0199 富山県富山市池多1602-10

## 沿革
- 2007年（平成19年）10月1日 - 民営化に伴い、富山中央郵便局内に郵便事業富山支店を開設。
- 2011年（平成23年）9月20日 - 移転に伴い、富山西支店に改称（郵便番号は、富山中央郵便局と共通だった〒930-8799から、前日まで呉羽郵便局・富山南支店呉羽集配センターが使用していた〒930-0199に変更）。同日、富山南支店より上2桁が93の地域の地域区分業務および越中八尾集配センターの統括および民営化前の婦中郵便局の旧集配区を移管され、代わりに富山支店の集配区の大部分を富山南支店に移管。同時に、廃止された富山南支店呉羽集配センター・同古里集配センターの集配区を当支店に統合。
- 2012年（平成24年）10月1日 - 日本郵便株式会社の発足に伴い、富山西郵便局となる。

## 取扱内容
- 郵便番号の上2桁が93の地域あての郵便物を配達局ごとに区分する業務（地域区分局）
- ゆうゆう窓口
- 「930-01xx」「930-086x - 089x」「930-21xx」「939-26xx」「939-27xx」区域の集配業務

## 風景印
- 表記は『富山西』
- 図案は県の花『チューリップ』・県の鳥『雷鳥』・県の特産品『呉羽梨』・『立山連峰』
- 使用開始日は2011年（平成23年）9月20日

## 周辺
- 富山大学杉谷キャンパス
- 富山大学附属病院

## アクセス
- 北陸自動車道 富山西ICから西へ約500m